# Langeoog III
Die Langeoog III ist eines der beiden Hauptfährschiffe, die zwischen der Nordseeinsel Langeoog und dem Festlandhafen Bensersiel eingesetzt werden.
Das Schiff wurde auf der Schiffswerft Julius Diedrich in Oldersum gebaut und ist eine reine Passagierfähre. Außer Personen wird nur deren Gepäck transportiert, welches in kleinen Containern mit einer E-Karre auf das Vorschiff gefahren wird.
Im Dezember 1997 erhielt das Schiff ein Bootsdeck mit Aussetzvorrichtung. Anfang 2003 wurden beide Hauptmotoren sowie beide Getriebe und Wellenkupplungen erneuert. Die Kosten beliefen sich auf rund 500.000 €.

## Schwesterschiff
Schwesterschiff der Langeoog III ist die Langeoog IV.

## Vorgängerschiff
Namentliches Vorgängerschiff der Langeoog III war die Langeoog III, die von 1927 bis 1939 Langeoog bediente.